# Eridolius deletus
Eridolius deletus är en stekelart som först beskrevs av Thomson 1883.  Eridolius deletus ingår i släktet Eridolius och familjen brokparasitsteklar. Arten är reproducerande i Sverige. Inga underarter finns listade i Catalogue of Life.